# Giải thưởng Kovalevskaya
Giải thưởng Kovalevskaia là giải thưởng thường niên dành tặng cho những tập thể, cá nhân nữ khoa học gia xuất sắc, nhằm tôn vinh những tập thể, cá nhân là các nữ khoa học có thành tích xuất sắc trong nghiên cứu và ứng dụng khoa học vào thực tiễn cuộc sống, đem lại nhiều lợi ích trên các lĩnh vực - kinh tế, xã hội và văn hóa.
Giải thưởng mang tên nhà nữ toán học gốc Nga, Kovalevskaya (1850 – 1891).
Một giải thưởng khác, giải thưởng Sofia Kovalevskaya, được trao tặng bởi Quỹ Alexander von Humboldt tại Đức.

## Sự ra đời
Quỹ Sophia Kovalevskaia được thành lập do sáng kiến và sự đóng góp về tài chính của bà GS.TS Ann Koblitz - người Mỹ và chồng bà là GS.TS Neal Koblitz. Bà đã từng sang Liên Xô học tập, viết luận án tiến sĩ về nhà nữ toán học Nga Kovalevskaia. Luận án của bà đã được đánh giá cao và được in thành sách. Bà đã quyết định dùng số tiền nhuận bút của cuốn sách này và vận động thêm sự ủng hộ của một số nhà khoa học ở Mỹ để lập ra Quỹ Sophia Kovalevskaia. Mục đích của Quỹ là động viên, khuyến khích hoạt động nghiên cứu khoa học của phụ nữ ở những nước đang phát triển dưới hình thức trao Giải thưởng Kovalevskaia cho các nhà khoa học nữ xuất sắc thuộc lĩnh vực khoa học tự nhiên.
Quỹ đã hỗ trợ cho 8 nước đang phát triển là: Peru, El Salvador, Nicaragua, México, Cuba, Nam Phi, Mozambic và Việt Nam. Từ năm 1985, Giải thưởng Kovalevskaia bắt đầu đến với các nhà khoa học nữ ở Việt Nam.
Cho đến năm 2016, tại Việt Nam, giải thưởng đã được trao cho 45 cá nhân và 18 tập thể các nhà khoa học nữ xuất sắc, tiêu biểu trong lĩnh vực khoa học tự nhiên.
Hiện nay tại Việt Nam, Lễ trao Giải thưởng này do Hội Liên hiệp Phụ nữ Việt Nam thực hiện. Bà Nguyễn Thị Bình, nguyên Phó chủ tịch nước Việt Nam là chủ tịch Ủy ban giải thưởng Kovalevskaia Việt Nam từ năm 1985 đến năm 2016. Hiện nay GS. TS Nguyễn Thị Doan, nguyên Phó chủ tịch nước Việt Nam là chủ tịch Ủy ban giải thưởng Kovalevskaia Việt Nam

## Danh sách những cá nhân, tập thể được nhận giải thưởng

### Việt Nam
Tính đến hết năm 2020, tại Việt Nam, đã có 21 tập thể và 50 cá nhân được trao giải. Bà Trần Vân Khánh (sinh năm 1973) là nhà khoa học trẻ nhất được nhận giải trong lịch sử giải thưởng Kovalevskaia tại Việt Nam.
| Năm  | Cá nhân/Tập thể được thưởng | Chức vụ cuối cùng Đơn vị công tác | Lý do/Đề tài |
| ---- | --- | --- | --- |
| 1985 | Bùi Thị Tý | Nhà giáo ưu tú | |
| 1985 | Nguyễn Thị Kim Chi | Giáo sư, Dược sĩ cao cấp | |
| 1986 | Nguyễn Thị Báu | PTS | |
| 1986 | Nguyễn Thị Thế Trâm | TS | |
| 1987 | Nguyễn Thị Thu Cúc | TS | |
| 1987 | Nguyễn Thị Dần | PGS. TS | |
| 1988 | Võ Hồng Anh | Giáo sư - Tiến sĩ | |
| 1988 | Phạm Thị Trân Châu | GS. TSKH | |
| 1989 | Lê Thị Kim | GS. TS | |
| 1989 | Vũ Thị Phan | GS | |
| 1990 | Ngô Thi Mại | GS | |
| 1990 | Lê Viết Kim Ba | PGS. TS | |
| 1991 | Tạ Thu Cúc | GS. TS | |
| 1991 | Bùi Huê Cầu | TS | |
| 1992 | Nguyễn Thị Hoè | GS. TS | |
| 1992 | Nguyễn Thị Anh Nhân | | |
| 1993 | Nguyễn Thị Lê | GS. TSKH | |
| 1993 | Tập thể Viện Thú y, Bộ Nông nghiệp và phát triển nông thôn                                                                           | | |
| 1994 | Phạm Minh Châu | | |
| 1994 | Tập thể phòng hoá hữu cơ, Trường Đại học Tổng hợp Hà Nội.                                                                            | | |
| 1995 | Phan Lương Cầm | PGS. TS | |
| 1995 | Tập thể nữ phòng di truyền chọn giống lúa, Viện lúa đồng bằng sông Cửu Long, Bộ Nông nghiệp và phát triển nông thôn                  | | |
| 1996 | Nguyễn Thị Kê | GS. TS | |
| 1996 | Tập thể nữ Bộ môn Enzym và ứng dụng công nghệ thực phẩm, Viện Công nghiệp thực phẩm, Bộ Công nghiệp                                  | | |
| 1997 | Lê Hoàng Thị Tố | TS | |
| 1997 | Tập thể cán bộ nghiên cứu khoa học nữ Bệnh viện Phụ sản Từ Dũ Thành phố Hồ Chí Minh                                                  | | |
| 1998 | Vũ Thị Điềm | | |
| 1998 | Tập thể Trung tâm nghiên cứu thực nghiệm Nông nghiệp Lâm Đồng                                                                        | | |
| 1999 | Dương Thị Cương | TS | |
| 1999 | Tập thể nữ khu vực sản xuất vắcxin, Viện vệ sinh dịch tễ Trung ương, Bộ Y tế                                                         | | |
| 2000 | Nguyễn Thị Trâm | GS. TS | |
| 2000 | Tập thể Bộ môn Bảo vệ thực vật, Trung tâm nghiên cứu Bông Nha Hố, Tổng Công ty bông Việt Nam, Bộ Công nghiệp                         | | |
| 2001 | Nguyễn Thu Nhạn | GS. TS | |
| 2001 | Tập thể Trung tâm nghiên cứu Gia cầm Thuỵ Phương, Viện chăn nuôi, Bộ Nông nghiệp và phát triển nông thôn                             | | |
| 2002 | Ngô Kiều Nhi | GS. TS | |
| 2002 | Xí nghiệp dược phẩm TW 25, Thành phố Hồ Chí Minh                                                                                     | | |
| 2003 | Trần Thị Luyến | PGS. TS, Phó hiệu trưởng ĐH Thủy Sản Nha Trang                                                                                            | Quy trình công nghệ sản xuất Chitozan từ vỏ ghẹ |
| 2003 | Tập thể cán bộ nữ công ty Cổ phần Traphaco                                                                                           | | |
| 2004 | Tập thể cán bộ nữ phòng Polyme dược phẩm, Viện Hoá học - Viện Khoa học và Công nghệ Việt Nam                                         | | |
| 2004 | Nguyễn Thị Thu Hà | Đại tá, PGS. TS, Bệnh viện T.Ư Quân đội 108                                                                                               | Ghép tế bào máu ngoại vi tự thân |
| 2005 | Nguyễn Thị Hồng | TS | |
| 2005 | Tập thể nữ phòng vi sinh vật dầu mỏ, Viện Công nghệ sinh học, Viện Khoa học và Công nghệ Việt Nam                                    | | Xây dựng quy trình sản xuất dược liệu sạch và chế biến sạch để bào chế một số chế phẩm chất lượng cao |
| 2006 | Nguyễn Thị Ngọc Trâm | TS | Thuốc kem Pokysan chữa trị bỏng |
| 2006 | Tập thể cán bộ nữ nghiên cứu vật lý, Bộ môn Vật lý, Trường Đại học Khoa học tự nhiên                                                 | | |
| 2007 | Tập thể nữ cán bộ nghiên cứu Viện Dinh dưỡng Việt Nam                                                                                | | |
| 2007 | Đặng Thị Kim Chi | NGƯT, GS.TS. | |
| 2008 | Phạm Thị Thuỳ | Phó Giáo sư. Tiến sĩ, Viện Bảo vệ Thực vật-Bộ Nông nghiệp và Phát triển nông thôn                                                         | |
| 2008 | Phan Thị Tươi | Phó Giáo sư. Tiến sĩ, nguyên Hiệu trưởng Trường Đại học Bách khoa, Đại học Quốc gia Thành phố Hồ Chí Minh                                 | |
| 2009 | Lê Thị Thuý | Phó Giáo sư. Tiến sĩ. Phó trưởng phòng Khoa học và Hợp tác Quốc tế, Viện Chăn Nuôi-Bộ Nông nghiệp và Phát triển Nông thôn                 | |
| 2010 | Lương Chi Mai | Phó Giáo sư. Tiến sĩ, Phó Viện trưởng Viện Công nghệ thông tin                                                                            | Nhận dạng chữ Việt và nhận dạng tiếng nói |
| 2010 | Nguyễn Thị Lộc | TS. Trưởng bộ môn Sinh thái côn trùng và phòng trừ sinh học - Viện lúa Đồng bằng sông Cửu Long                                            | Có nhiều sáng kiến cải tạo kỹ thuật trong nghiên cứu khoa học được ứng dụng rộng rãi trong sản xuất nông nghiệp như quy trình sản xuất hai chế phẩm trừ sâu sinh học (M.a và M.b), hai loại thuốc trừ sâu sinh học được đưa vào danh mục bảo vệ thực vật (Ometar và Biovip) |
| 2011 | Vũ Thị Thu Hà | Phó Giáo sư. Tiến sĩ, Phó Viện trưởng Viện Hóa học công nghiệp Việt Nam                                                                   | Công nghệ xúc tác dị thể ứng dụng trong sản xuất các sản phẩm thân thiện môi trường |
| 2011 | Lê Thị Thanh Nhàn | Phó Giáo sư. Tiến sĩ. Phó Hiệu trưởng Đại học Khoa học, Đại học Thái Nguyên                                                               | Đại số Giao hoán |
| 2012 | Bạch Khánh Hòa | Phó Giáo sư. Tiến sĩ | |
| 2012 | Tập thể cán bộ nữ Trung tâm Sinh học thực nghiệm thuộc Viện Ứng dụng công nghệ, Bộ Khoa học và công nghệ                             | | |
| 2013 | Lê Thị Luân | Phó Giáo sư. Tiến sĩ. Bác sĩ | |
|      | Nguyễn Thị Bích Thủy | Phó Giáo sư. Tiến sĩ | |
| 2014 | Tập thể Nhóm nghiên cứu sử dụng công nghệ tế bào để điều trị tổn thương bề mặt nhãn cầu                                              | Bộ môn Mô - phôi, Trường Đại học Y Hà Nội và Khoa Kết giác mạc thuộc Bệnh viện Mắt Trung ương                                             | Các công trình nghiên cứu về công nghệ tế bào trong điều trị tổn thương bề mặt nhãn cầu |
| 2014 | Nguyễn Thị Kim Lan | Phó Giáo sư. Tiến sĩ. Nguyên phó hiệu trưởng Trường Đại học Nông Lâm, Đại học Thái Nguyên                                                 | Chuyên gia hàng đầu về ngành Chăn nuôi thú y, về phòng chống dịch bệnh cho gia súc, gia cầm ở miền núi phía Bắc |
| 2015 | Phạm Thị Ngọc Thảo | TS.Bs. Phó Giám đốc Bệnh viện Chợ Rẫy (TP Hồ Chí Minh)                                                                                    | Chủ trì và tham gia nhiều đề tài có giá trị ứng dụng cao trong công tác cứu chữa bệnh. Tiêu biểu là nghiên cứu ứng dụng lọc máu trong cấp cứu và ghép gan trên người từ người cho sống và người cho chết não...                                                             |
| 2015 | Đặng Thị Cẩm Hà | Phó Giáo sư. Tiến sĩ, nguyên trưởng phòng Công nghệ sinh học môi trường (Viện Công nghệ Sinh học (Việt Nam))                              | Công bố hơn 160 công trình khoa học công nghệ trong và ngoài nước. Trong đó nổi bật là công nghệ làm sạch dầu ô nhiễm ở các môi trường khác nhau bằng công nghệ phân hủy sinh học.                                                                                          |
| 2016 | Tập thể nữ khoa học nghiên cứu cơ bản định hướng ứng dụng về Khoa học và công nghệ nano, Viện Hàn lâm Khoa học và Công nghệ Việt Nam | | Cụm công trình khoa học "Nghiên cứu cơ bản định hướng ứng dụng về khoa học và công nghệ nano" |
| 2016 | Nguyễn Kim Phi Phụng | Giáo sư. Tiến sĩ, Giảng viên bộ môn Hóa hữu cơ thuộc Trường Đại học Khoa học Tự nhiên, Đại học Quốc gia Thành phố Hồ Chí Minh             | Có những phát hiện mới, phục vụ việc điều trị ung thư. |
| 2017 | Trần Vân Khánh | Phó Giáo sư. Tiến sĩ Trưởng bộ môn Bệnh học phân tử, khoa Kỹ thuật Y học, Phó giám đốc trung tâm nghiên cứu Gen-Protein, Đại học Y Hà Nội | có nhiều đề tài nổi bật trong chẩn đoán trước sinh một số bệnh lý di truyền và người mang gen, nuôi cấy và biệt hóa thành công tế bào gốc trung mô tủy xương thành tế bào dạng cơ tim, ứng dụng tế bào gốc trong điều trị tổn thương bề mặt nhãn cầu, bệnh lý máu ác tính   |
| 2017 | Đinh Thị Bích Lân | Phó Giáo sư. Tiến sĩ, giảng viên cao cấp, Viện Công nghệ sinh học, Đại học Huế.                                                           | nghiên cứu thành công chế phẩm sinh học chứa kháng thể lòng đỏ trứng gà dùng thay thế kháng sinh trong phòng và điều trị bệnh truyền nhiễm |
| 2018 | GS.TS Nguyễn Thị Lan | Giảng viên cao cấp, Giám đốc Học viện Nông nghiệp Việt Nam                                                                                | |
| 2018 | Tập thể nữ cán bộ Bộ môn Công nghệ Môi trường                                                                                        | Khoa Môi trường - Trường Đại học Khoa học Tự nhiên, ĐH Quốc gia Hà Nội                                                                    | |
| 2019 | PGS.TS Trần Thị Thu Hà | Viện trưởng Viện Nghiên cứu và Phát triển Lâm nghiệp, Trường Đại học Nông Lâm, Đại học Thái Nguyên, Bộ Giáo dục và Đào tạo                | |
| 2019 | Tập thể khoa học nữ Phòng Thí nghiệm Cúm, Khoa Virus                                                                                 | Viện Vệ sinh Dịch tễ Trung ương, Bộ Y tế                                                                                                  | |
| 2020 | PGS.TS. Trương Thanh Hương | Giảng viên cao cấp Bộ môn Tim mạch, Trường Đại học Y Hà Nội, Bộ Y tế                                                                      | |
| 2020 | Tập thể nữ Viện Hóa học các Hợp chất thiên nhiên                                                                                     | Viện Hàn lâm Khoa học và Công nghệ Việt Nam                                                                                               | |
| 2021 | GS.TS. Nguyễn Thị Thanh Mai | Phó Hiệu trưởng Trường Đại học Khoa học Tự nhiên, Đại học Quốc gia TP HCM                                                                 | |
| 2021 | GS.TS. Nuyễn Minh Thủy | Giảng viên cao cấp Bộ môn Công nghệ Thực phẩm, Khoa Nông nghiệp, Trường Đại học Cần Thơ                                                   | |
| 2022 | GS.TS. Lê Minh Thắng | Giảng viên cao cấp Bộ môn Công nghệ Hữu cơ - Hoá dầu, Viện Kỹ thuật Hoá học, Đại học Bách Khoa Hà Nội                                     | |
| 2022 | Tập thể khoa học nữ Bộ môn Hoá dược                                                                                                  | Khoa Công nghệ Hoá dược, Trường Đại học Dược Hà Nội                                                                                       | |
| 2023 | GS.TS. Hoàng Thị Thái Hòa | Trưởng khoa Nông học, Trường Đại học Nông Lâm, Đại học Huế                                                                                | |
| 2023 | PGS.TS. Đào Việt Hà | Viện trưởng Viện Hải dương học | |

### Nam Phi
- 2014: Beth Nyambura Kiratu (Toán thuần túy, Đại học Nairobi) và Theresia Marijani (Toán Ứng dụng, Đại học Dar es Salaam).

### Cuba
- 2011: Sofia Behar Jequın (Khoa Toán và Khoa học Máy tính, Đại học Havana), Kalyanne Fernandez Suarez (Viện Khoa học Nông nghiệp), Tania Farias Pi ~ Neira và Aramis Rivera Denis (Viện Khoa học Vật liệu, Đại học Havana).
- 2009: Aurora Perez Martinez (Vật lý, Viện Điều khiển học, Toán và Vật lý), Aurora Perez Gramatges (Hóa học, Viện Công nghệ và Khoa học ứng dụng), Mailing Alvarez Vera (vi sinh, Viện Y học Nhiệt đới Pedro Kouri).
- 2007: Edelsys Codorniu Hernandez (Hóa học, Viện Công nghệ Ứng dụng), Ana Esther Cabal và Angelina Diaz Gonzalez (hình ảnh y tế, Trung tâm Công nghệ Ứng dụng và Phát triển hạt nhân), Hortensia Maria Rodriguez và Margarita Suarez Navarro (Hóa học, Đại học Havana)